# Квашнино (Вологодская область)
Квашнино — деревня в Устюженском районе Вологодской области.
Входит в состав Залесского сельского поселения (с 1 января 2006 года по 9 апреля 2009 года входила в Хрипелевское сельское поселение), с точки зрения административно-территориального деления — в Хрипелевский сельсовет.
Расположена на трассе А8. Расстояние до районного центра Устюжны по автодороге — 11 км, до центра муниципального образования деревни Малое Восное по прямой — 12 км. Ближайшие населённые пункты — Степачево, Хрипелево, Зайцево.
Население по данным переписи 2002 года — 38 человек (14 мужчин, 24 женщины). Основные национальности — русские (68 %), цыгане (32 %).